# Platyhypnidium austrinum
Platyhypnidium austrinum är en bladmossart som beskrevs av Fleischer 1923. Platyhypnidium austrinum ingår i släktet Platyhypnidium och familjen Brachytheciaceae. Inga underarter finns listade i Catalogue of Life.